# Châtellenie d'Amposta
La Châtellenie d'Amposta est un prieuré de l'ordre de Saint-Jean de Jérusalem qui doit son origine à la donation, en 1134, que le comte Raimond-Bérenger IV de Barcelone a fait aux Hospitaliers du château d'Amposta en remerciement pour leur aide dans la Reconquista contre les Arabes pour récupérer le sud de la Catalogne.
Le fait que cette division administrative et territoriale de l'Ordre s'appelait Châtellenie et non prieuré est dû au fait qu'il s'agissait d'un territoire frontalier dans lequel une bonne organisation militaire était nécessaire. C'est le seul prieuré occidental qui porte ce nom, que l'on trouve en Orient où l'action militaire était beaucoup plus justifiée que dans le grand prieuré de Saint-Gilles.

## Histoire
En 1134, c'est par donation, que le comte Raimond-Bérenger IV de Barcelone donne aux Hospitaliers le château d'Amposta.
En 1280, le roi récupéra le château d'Amposta, donné aux Hospitaliers, en raison de son importance stratégique. Malgré cette perte du château qui a donné son nom au prieuré, celui-ci n'a pas changé, ce qui a changé, c'est le lieu de résidence du châtelain d'Amposta, qui le faisait habituellement au couvent de San Juan de los Panetes, à Saragosse.
En 1312, avec la dissolution de l'ordre du Temple et l'intégration de ses biens à L'Hospital, l'ordre de la Couronne d'Aragon fut réorganisé. De la Châtellenie d'Amposta, il passe au Priorat de Catalunya et à la Châtellenie d'Amposta, ce dernier s'est étendu aux commanderies d'Aragon, aux commanderies catalanes situées sur la rive droite de l'Èbre et a la commanderie de Torrent de l'Horta, la seule possession hospitalière de la région de Valence, puisque toutes les propriétés hospitalières et celles du Temple passèrent au nouvel ordre de Montesa.

## Châtelains d'Amposta
- Gaufred de Bresol 1157-1158
- Arbert de Petra 1164-1165
- Pere de Besora 1164-1165
- Ramon de Verdú 1173
- Alfons 1174-1178
- Bernat d'Altés 1179-1180
- Ermengol d'Aspa 1180-1182
- Pedro Simén de Luna 1184
- García de Lisa 1185-1188
- Pedro López de Luna 1188
- Fortún Cabeza 1188-1198
- Martín de Aibar 1198-1200
- Ximén de Labata 1201-1205
- Martín de Andos 1206-1211
- Berenguer de Miralles 1213
- Ramon d'Iscles 1216-1217
- Garcia Artiga 1218-1221
- Folch de Tornell 1221-1227
- Bermon de Montearenyo 1225
- Ramon d'Alsamora 1228
- Hug de Folcalquier 1230-1244
- Guerau Amic 1245
- Pere d'Alcalà 1246-1252
- Pere de Granyena 1253-1254
- Gueau Amic 1255-1258
- Guiu de la Guespa 1261-1264
- Ramon de Ribelles 1276-1282
- Galceran de Timor 1286
- Bernenguer d'Almenara 1289
- Ramon de Ribelles 1299-1301
- Pere de Soler 1306-1309
- Ramon d'Empúries 1314
- Martín Pérez de Oros 1316-1319
- Sancho d'Aragon 1328-1341
- Juan Fernández de Heredia 1346-1376
- Martín de Lihori 1379-1392
- Pedro Rodrigo de Moros 1397-1409
- Berenguer de Castelló 1415
- Gonzalo de Funes 1417-1420
- Pedro de Liñán 1420-1421
- Dalmau Ramon de Xetmar 1421-1427
- Joan de Vilagut 1427-1444
- Pere Ramon Sacosta 1446-1461
- Bernat Hug de Rocabertí 1461-1485
- Pedro Fernández de Heredia 1488-1490
- Diomedes de Vilaragut 1492-1496
- Lope Días de Escorón 1505-1506
- Joan II de Ribagorça 1506-1517
- Francesc de Montserrat 1518-1519
- Jeroni Canell 1522-1524
- Joan d'Aragó 1535
- Miguel Juan del Castellar 1560-1564
- Luis de Talavera 1570-1573
- Francisco Pomar 1583
- Luprecio del Poyo 1594
- Jerónimo de Foces 1600
- Frederic de Meca 1602
- Martín de Ferreira 1605
- Felipe de Bardaxí 1625
- Jerónimo de Medina 1649
- Vicent Carròs 1655-1658
- Jaume de Bellvís 1664
- Pedro Dávalos Maza y Rocamora 1674-1702
- Félix de Ayerbe 1717
- Gaspar de la Figuera 1723
- Manuel de Sada y Antillón 1732-1755
- Miquel Dolz 1765-1774
- Vicente de la Figuera 1776-1787
- Antonio Lores 1790-1791
- Pérez de Sarrión 1796-1798

## Commanderies d'Amposta
À la fin du Moyen Âge la châtellenie était composée des commanderies suivantes :
- Añón
- Mallén
- Ambel (Saragossa)
- Novillas
- San Juan de los Panetes ou commanderie de Saragosse
- Calataiud
- La Almunia de doña Godina
- Encinacorba
- Sant Joan d'Osca
- Temple d'Osca (Cases Velles d'Osca)
- Barbastre
- Montsó
- Xalamera
- Torrent de Cinca
- Samper de Calanda
- Casp
- Castellote
- Villarluengo
- Orrios
- Aliaga (provínce de Terol)
- Alfambra
- Villel
- Mirambell
- Cantavella
- Monastaire féminime de Santa Maria de Sixena
- Ascó
- Miravet
- Horta de Sant Joan
- Amposta
- Ulldecona
- La Sénia
- Sant Carles de la Ràpita|La Ràpita
- Torrent de l'Horta